# ماري فرنسيس هيل كولي
ماري فرنسيس هيل كولي (بالإنجليزية: Mary Francis Hill Coley)‏ هي ممرضة وقابلة أمريكية، ولدت في 15 أغسطس 1900، وتوفيت في 1966.